# Rezzo
Rezzo är en ort och kommun i provinsen Imperia i regionen Ligurien i Italien. Kommunen hade 321 invånare (2018).